# Ontario Lacus

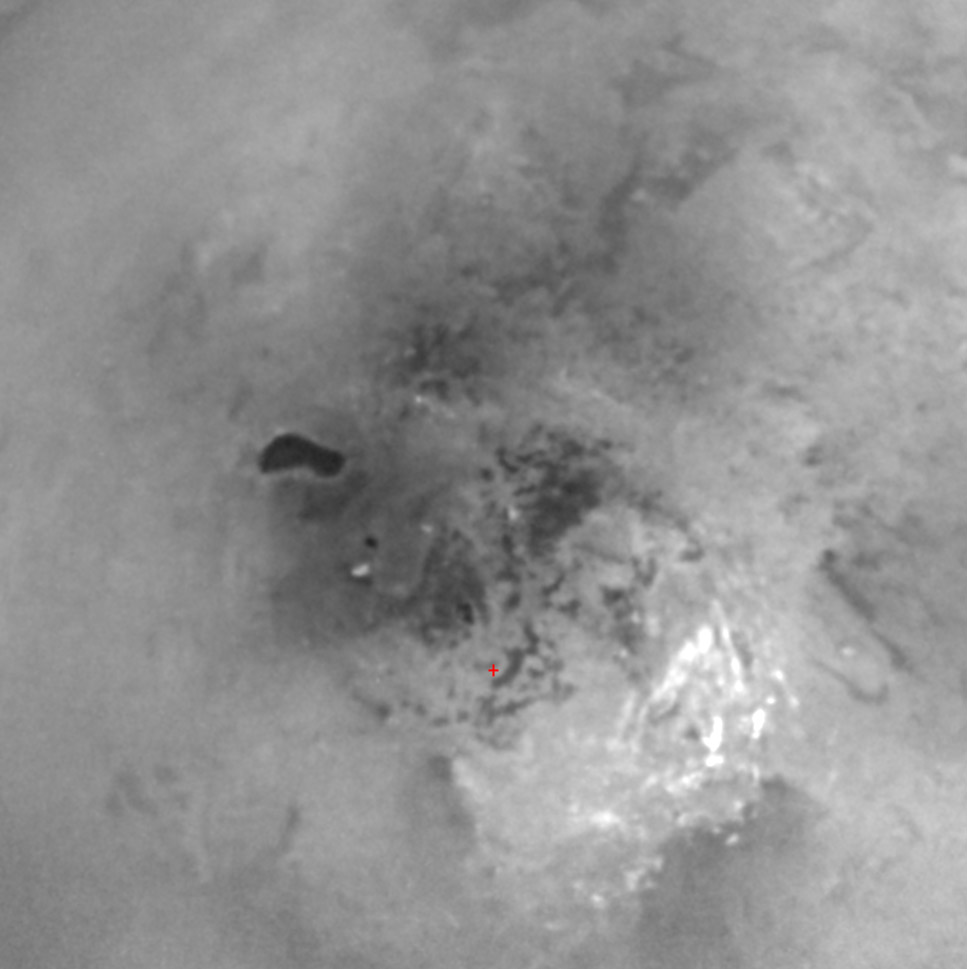
Infračervený obraz jižní polární oblasti Titanu. Ontario Lacus je tmavá oblast vlevo uprostřed.

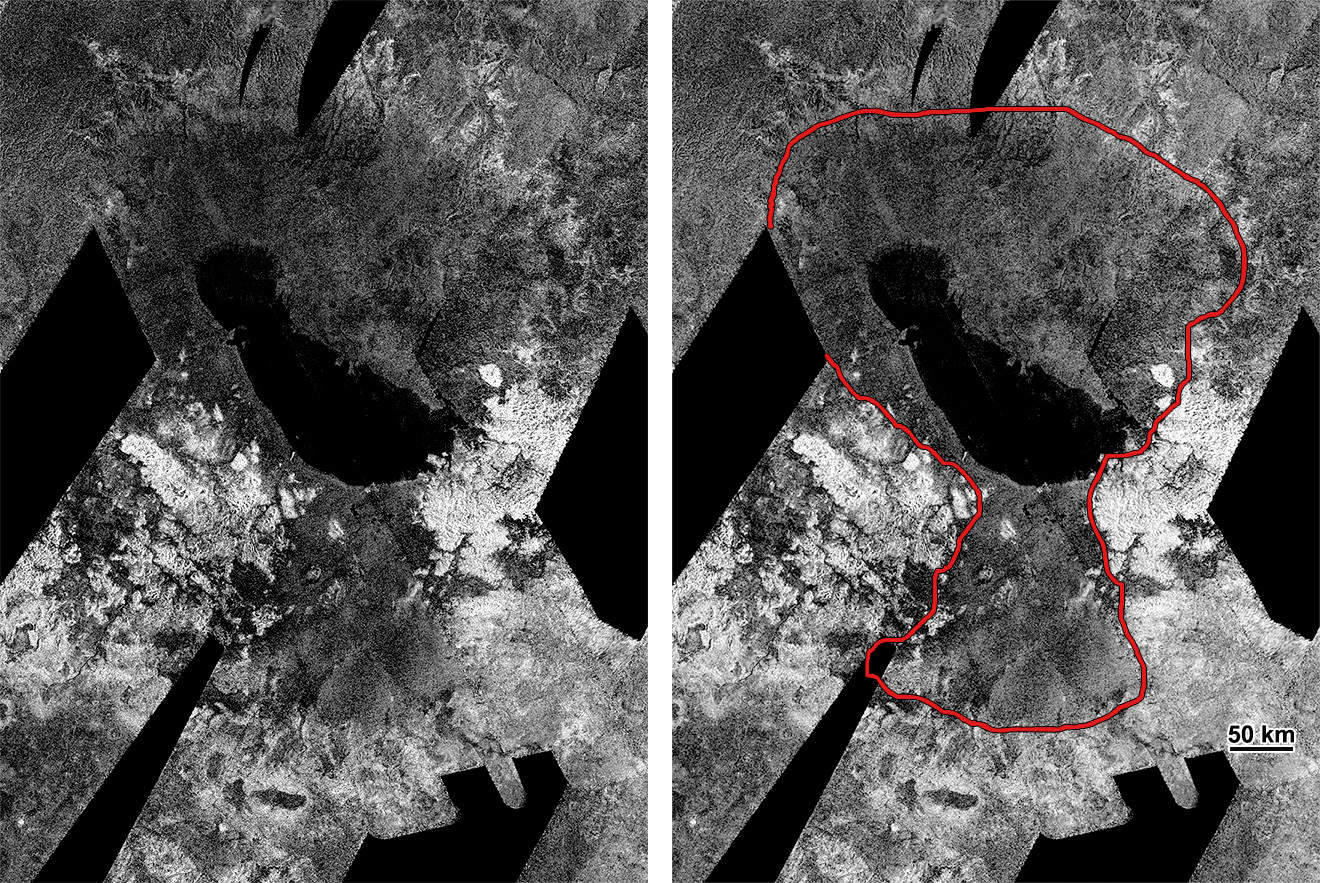
Radarový obraz jižní polární oblasti Titanu ukazující Ontario Lacus a okolí. Červeně je zvýrazněno domnělé pobřeží odhadovaného bývalého jižního polárního moře Titanu.

Ontario Lacus je jezero na Saturnově měsíci Titanu, nacházející se na jižní polokouli, a které se skládá z metanu, propanu a etanu. Jeho uhlíkovodíkové složení bylo potvrzeno sondou Cassini a zveřejněno 31. července 2008 časopisem Nature. Má rozlohu zhruba 15 tisíc kilometrů čtverečních, o 20 % méně, než jeho pozemský jmenovec, Ontarijské jezero v Severní Americe. V dubnu 2012 bylo oznámeno, že to může být spíše wattové pobřeží nebo solná pánev.

## Pobřeží
12. ledna 2010 Cassini pořídila podrobnější radarové snímky Ontaria Lacus, které ukazují řadu pozoruhodných rysů. Severní pobřeží se skládá z kopců, pravděpodobně asi 1 kilometr vysokých, a zatopených říčních údolí. V severovýchodní části jezera je vidět hladké rovné pobřeží, jako je tomu na jihovýchodní straně Michiganského jezera. To mohlo být vytvořeno nízkými vlnami ze západu nebo jihozápadu, které poháněl vítr. Na jihovýchodním pobřeží je vidět kruhový průliv, který vniká do pobřeží.
Střední část západního pobřeží obsahuje dobře rozpoznatelnou říční deltu, což dokazuje, že kapalné uhlovodíky stékající z vyšších plání do jezera vytvořily minimálně dva přítoky. Příklady tohoto druhu modelování kanálů a přítoků lze nalézt na Zemi na jižním konci Albertova jezera mezi Ugandou a Konžskou demokratickou republikou v Africe.
Infračervená pozorování ukazují, že jihozápadní část pobřeží jezera během čtyř let (2005–2009) ustoupilo o 9 až 11 kilometrů, což bylo evidentně způsobeno odpařováním během suchého podzimu na jižní polokouli. Naproti tomu nebyla ve stejném intervalu pozorována žádná změna na jižních ani jihovýchodních pobřežích, což by naznačovalo strmější svahy. Naproti tomu se velikosti jezer a moří na severní polokouli nezměnily, a byly tak mnohem stabilnější.

## Hloubka
Podle pozemských standardů se jezero jeví jako velmi mělké. Radarová měření provedená v červenci 2009 a lednu 2010 ukazují průměrnou hloubku 0,4 až 3,2 metru, a maximální hloubku 2,9 až 7,4 metru.  To dává jezeru odhadovaný objem 7 až 50 kilometrů krychlových, méně než jednu třicetinu objemu pozemského jezera Ontario.

## Geomorfologie a hydrologie

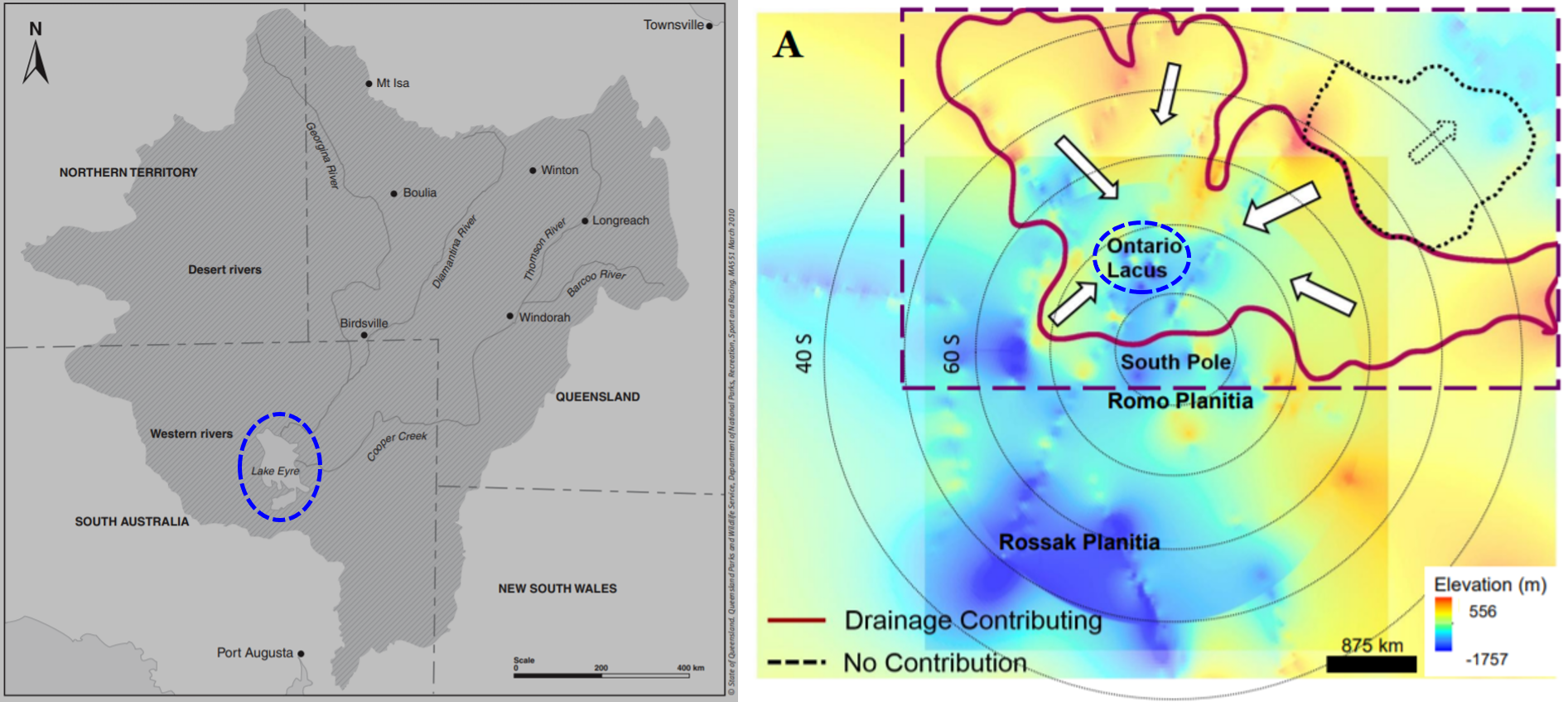
Obrázky ukazují velká povodí jezer Eyreova (vlevo, šedá oblast) a Ontario Lacus (vpravo, červená čára). V obou případech je samotné jezero (modrý ovál) podstatně menší, než jeho povodí.

Některé části Ontario Lacus se mohou podobat polosuché mělké propadlině plné naplavenin, ve které výška vodní hladiny (kapalných uhlovodíků) vystoupá nad výšku naplavenin a zatopí je, jak se tomu děje v Pánvi Etoša v Namibii. Hydrologické modely přítoku nalezly důkazy o rozsáhlém povodí jezera, což naznačuje, že sezónní srážky mohou být zodpovědné za doplňování tekutin v proláklině. Tato situace může být analogická k nárazovému sezónnímu plnění Eyreova jezera v Austrálii kvůli jeho zvláště velké spádové oblasti a semiaridnímu podnebí střední Austrálie.

## Vlny
Jakékoli vlny na jezeře jsou mnohem menší než ty, které by byly na tak velké ploše tekuté vody na Zemi; jejich odhadovaná maximální výška je menší než 3 milimetry, jak zjistil radar sondy Cassini v červenci 2009. Na Titanu jsou vlny generovány při nižších rychlostech větru než na Zemi, a to díky čtyřnásobně větší atmosférické hustotě, a měly by být při dané rychlosti větru sedmkrát vyšší, protože povrchová gravitace na Titanu je sedminová oproti Zemi. Na druhou stranou čistý kapalný metan je jen napůl tak hustý jako voda, což není dost na to, aby vytvořil dostatečně vysokou vlnu. Alternativně může nedostatek vln znamenat buď rychlost větru menší než 0,5 m/s, nebo neočekávaně viskózní složení uhlovodíkové směsi. V každém případě jasná přítomnost vlnami vytvořených pláží na severovýchodním břehu jezera naznačuje, že se občas vytvoří výrazně vyšší vlny.